# Ivonne Julliams
Ivonne Julliams (Antwerpen, 19 mei 1930 – aldaar, 29 augustus 2018) was een Belgisch politica voor de BSP, SP en sp.a. 

## Levensloop
Julliams werd geboren in Oorderen, een dorp dat in 1929 geannexeerd werd door de gemeente Antwerpen. Ze werd toldeclarant.
Namens de BSP was ze van 1971 tot 2000 gemeenteraadslid en van 1971 tot 1994 schepen van Antwerpen. Van 2001 tot 2006 zetelde ze nog als districtsraadslid in het district Antwerpen.
Tevens zetelde Julliams in de Belgische Senaat: van 1974 tot 1977 als provinciaal senator namens de provincie Antwerpen en van 1981 tot 1983 als rechtstreeks gekozen senator voor het arrondissement Antwerpen. 
In de periode april 1974-april 1977 had ze als gevolg van het toen bestaande dubbelmandaat ook zitting in de Cultuurraad voor de Nederlandse Cultuurgemeenschap en vanaf december 1981 tot januari 1983 was ze ook lid van de Vlaamse Raad.